# Mala santa
Mala santa è il primo album in studio in lingua spagnola della cantante statunitense Becky G, pubblicato il 17 ottobre 2019.
La data dell'uscita del disco è stata posticipata numerose volte ed i fan hanno dovuto attendere un album in spagnolo dal 2017, mentre per un album in inglese dall'ottobre 2014. Inizialmente l'album doveva includere i tre singoli di debutto in lingua spagnola Sola, Mangú e Todo cambio e la hit La respuesta con il cantante Maluma, ma per motivi sconosciuti sono state scartate. Il disco contiene successi globali come Mayores con il trapper Bad Bunny, Sin pijama con Natti Natasha e Cuando te besé con Paulo Londra.

## Antefatti e produzione
Nell'aprile 2016, in un'intervista rilasciata a Teen Vogue, Becky G ha parlato per la prima volta della possibilità di pubblicare un album. Tuttavia, solo nel 2019 il progetto è stato avviato in maniera più organica. Il 22 marzo 2019, si segnalava che la cantante stesse concentrando i propri sforzi su due album in studio contemporaneamente, uno in uscita in inglese e l'altro in spagnolo. Sempre nello stesso mese, alcuni articoli giornalistici realizzati sull'artista non spiegavano se le canzoni pubblicate fino a quel momento sarebbero apparse in un album futuro. Nel luglio 2019, ha dichiarato che un suo album sarebbe stato ultimato entro la fine del medesimo anno. L'8 ottobre 2019, Becky G ha comunicato via social la data di uscita e la copertina del suo nuovo lavoro. In data 11 ottobre 2019 è divenuto possibile preordinare l'album noto con il titolo Mala santa: contemporaneamente, sono stati caricati 11 video sul suo canale YouTube. L'elenco dei brani, reso noto il 9 ottobre 2019, è stato ufficializzato attraverso i social network della cantante. Inizialmente il rilascio era previsto per il 17 ottobre 2019, ma questo è stato ritardato di ventiquattro ore.

## Tracce
1. Mala santa – 2:54
2. Dollar (feat. Myke Towers) – 3:24
3. 24/7 – 2:45
4. Si si – 3:00
5. Vámonos (feat. Sech) – 3:31
6. Mejor así (feat. Darell) – 2:53
7. Peleas – 3:27
8. No te pertenezco – 3:37
9. En mi contra – 2:23
10. Me acostrumbrè (feat. Mau y Ricky) – 3:36
11. Ni de ti ni de nadie – 3:01
12. Subiendo (feat. Dalex) – 2:58
13. Te superé (feat. Zion y Lennox, Farruko) – 4:32
14. Cuando te besé (feat. Paulo Londra) – 4:14
15. Sin pijama (feat. Natti Natasha) – 3:09
16. Mayores (feat. Bad Bunny) – 3:23

## Classifiche

### Classifiche settimanali
| Classifica (2019) | Posizione massima |
| ----------------- | ----------------- |
| Italia            | 92                |
| Spagna            | 59                |
| Stati Uniti       | 85                |

### Classifiche di fine anno
| Classifica (2020) | Posizione |
| ----------------- | --------- |
| Spagna            | 87        |